# دوريس أورجيل
دوريس أورجيل (بالإنجليزية: Doris Orgel)‏ (1946-1948)، هي مؤلفةٌ في أدب أطفال أمريكية الجنسية، نمساوية الولادة. التحقت بكلية رادكليف وتخرجت بإمتياز مع مرتبة الشرف من كلية بارنارد في عام 1950. متزوجة من شيلي أورجيل، وهو طبيبٌ متخصصٌ في التحليل النفسي ولديهم ثلاثة أطفال. ولدت دوريس في فيينا بالنمسا بتاريخ 15 فبراير 1929. في ثلاثينيات القرن العشرين هربت من فيينا مع والديها بسبب أصلها اليهودي، وتعيش حاليًا في مدينة نيويورك.
حصل كتابها «The Devil in Vienna» على جائزة فينيكس [الإنجليزية] عام 1998. كما قام الرسام موريس سينداك الحائز على جائزة هانس كريستيان أندرسن بإضافة رسوماتٍ لكتابيها "Sarah's Room" و"Dwarf Long-Nose".
كما قامت بترجمة كتب الأطفال من الألمانية إلى الإنجليزية. اثنان من ترجماتها "Nero Corleone: a Cat's Story" وهي قصة من تأليف إلكه هايدنريتش [الإنجليزية]، ودانيال هاف هيومن [الإنجليزية] من تأليف ديفيد تشوتجويتز [الإنجليزية]، حصلت على جائزة ميلدريد باتشيلدر للكتب، وهي جائزة تكريم لكتب الأطفال المترجمة المتميزة.

## روابط خارجية
- دوريس أورجيل  على قاعدة بيانات الخيال التأملي على الإنترنت
- Doris Orgel في مستندات مكتبة الكونغرس، مع 62 كتالوجue للسجلات (previous page of browse report, under 'Orgel, Doris' without '1929–')